# Molopopterus masakaensis
Molopopterus masakaensis är en insektsart som beskrevs av M. Firoz Ahmed 1979. Molopopterus masakaensis ingår i släktet Molopopterus och familjen dvärgstritar.
Artens utbredningsområde är Uganda. Inga underarter finns listade i Catalogue of Life.